# Filip Olsson (ishockeyspelare)
Filip Olsson, född 28 januari 1991 i Nacka, Stockholm, är en svensk ishockeyspelare (back) som för närvarande spelar i Huddinge IK i Division 1. Olsson har tidigare spelat nio Elitseriematcher i AIK. Han har också spelat i Sveriges juniorlandslag (U18 och U19).